# Экзерсис

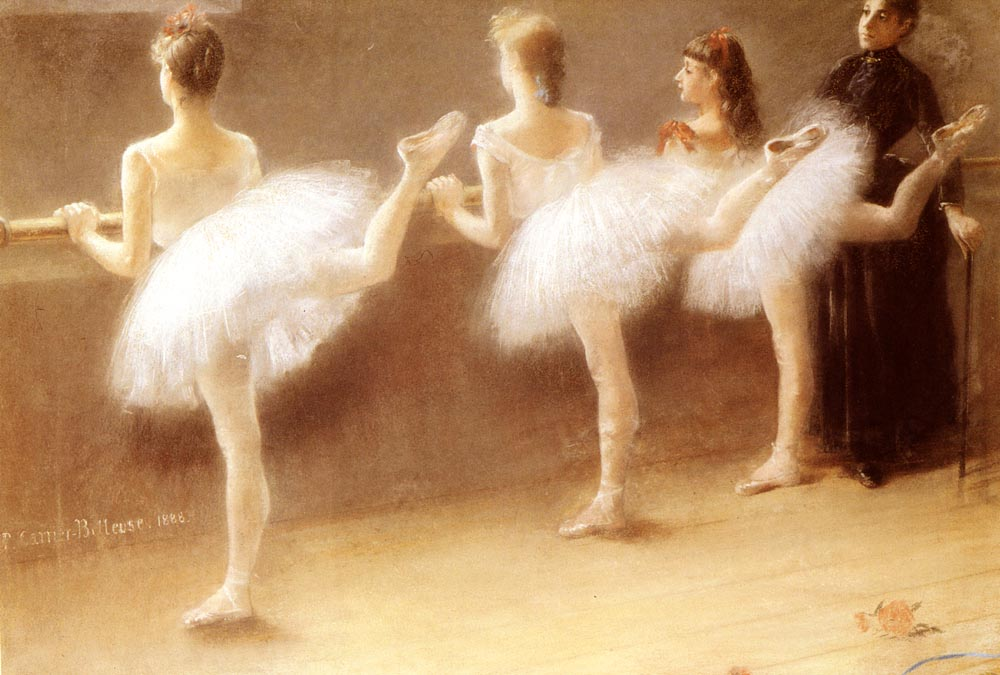
Пьер Каррье-Беллёз. У палки, 1888

Экзерси́с (фр. exercice — «упражнение», от лат. exercitium) — комплекс всевозможных тренировочных упражнений, составляющих основу урока классического танца, способствующий развитию силы мышц, эластичности связок, воспитанию выворотности, устойчивости и правильной координации движений у учащихся либо артистов балета.
Каждый урок начинается с разогрева и медленной проработки различных групп мышц. Сначала все упражнения выполняются у палки, затем — на середине балетного зала. Ученики младших классов большую часть урока проводят у палки, в то время как в уроке артистов экзерсис у палки сокращается до 20—25 минут и большая часть урока отдаётся середине и затем прыжкам.
Выработанный веками урок классического танца практически неизменен по своей структуре, ученики и взрослые артисты выполняют практически одинаковые базовые элементы в схожей последовательности, с повышением уровня мастерства от года к году меняется лишь темп (скорость исполнения движений), координация (сочетание движения ног с движениями рук, корпуса и головы) и насыщенность комбинации, строящейся вокруг базового элемента.
Любое движение, входящее в экзерсис, можно изменять и комбинировать, как в плане «схемы» (количество движений, их направление), так и видоизменяя сам элемент, усложняя его исполнение подъёмом на полупальцы и опусканием в плие, вращением и поворотами, добавлением координации с движениями рук, корпуса и головы.
Упражнения экзерсиса — основа любой хореографической подготовки. Они развивают физические качества, необходимые для профессионального выполнения движений практически любой танцевальной техники: выворотность, эластичность и силу мышц ног и спины, правильную постановку корпуса, рук и головы, устойчивость, координацию движений.
Свои виды экзерсиса разработаны и в других видах танца. Упражнения у палки являются обязательной составной частью уроков академического характерного и народно-сценического танцев. Уроки джаз-танца и танца модерн преимущественно строятся на упражнениях на середине зала, однако в профессиональных школах отдельные педагоги также практикуют и упражнения у палки.

## Построение урока
Чаще всего все упражнения выполняются дважды, сначала — с правой ноги, затем — с левой (по желанию педагога возможен и обратный порядок). Первое упражнение у палки (plié) делается на двух ногах, поэтому может выполняться и один раз, без повтора комбинации.
В русской школе классического танца урок обычно начинается с плавных приседаний (pliés) по 4-м позициям:22, исключение составляет III позиция.
Динамика экзерсиса
Урок строится таким образом, что насыщенность упражнений идёт по нарастающей, с постепенным увеличением амплитуды и сложности выполняемых движений. В то же время, «не ломая построения урока и отдельных учебных заданий, надо по возможности чередовать сильное напряжение мышц с более лёгким, внося тем самым в их работу соответствующее разнообразие и отдых». Упражнения в спокойном темпе чередуются с быстрыми, отрабатывающими мелкую технику.

## Музыкальное сопровождение
Выполнение упражнений осуществляется с музыкальным сопровождением или «под счёт».

Замечательный русский педагог-хореограф Н. Г. Легат, импровизируя, сам играл на рояле, когда вёл уроки классического танца. Задавая нам упражнение, он одновременно слегка напевал музыкальную тему и затем её же воспроизводил в соответствующей гармонизации на рояле.— Николай Тарасов:30.

## Партерный экзерсис
Экзерсис на полу (exercice par terre / barre au sol) впервые был применён педагогом Борисом Князевым. Он активно применяется для развития профессиональных физических данных и при реабилитации после травм как в балете, так и в спорте; является вспомогательной учебной дисциплиной в балетных школах и училищах.